# SORA (歌手)
ソラ（SORA、1986年8月10日 - ）は、韓国・日本を中心に活動する歌手、女優およびタレントである。身長168cm。

## 略歴
- 韓国でのアーティスト活動を経て日本デビュー。
- デビュー曲「私のレシピ」は、自身が出演するテレビ東京の情報エンタメ番組『恋する★コリア』のエンディング曲。
- TSUTAYA、ヘビーローテーション入りの注目のアーティスト。
- 映画『花子の日記』では女優としての一面も披露している。
- 「東京エレクトロン」のCM出演中。
- 2014年4月から、お笑い芸人のいとうあさこ、元アイドルで実業家の川崎希とともに、テレビ東京の新番組『美の国のお茶会』にレギュラー出演。[2]

## シングル
- 私のレシピ（2011年6月1日、EXIT LINE）
作詞はThe New ClassicsのAsu (BMI Inc.) が担当。作曲・編曲はRICKYが担当。